# Schelchwitz
Schelchwitz ist ein Ortsteil von Windischleuba im Landkreis Altenburger Land in Thüringen.

## Lage
Schelchwitz liegt in der Pleißenaue östlich von Altenburg und südlich von Windischleuba und Remsa. Die Landschaft und die Gemarkung befindet sich im lössbeeinflussten Hügelland um Altenburg am Südrand der Leipziger Tieflandsbucht. Die Landesstraße 1355 berührt das Dorf und die Bundesstraße 7 führt in unmittelbarer Nähe vorüber.

## Geschichte
Die urkundliche Ersterwähnung des landwirtschaftlich orientierten Ortes wurde in der Zeit von 1181 bis 1214 registriert und archiviert. Der Ort wird als Gutsweiler beschrieben. Bis 1705 war dort ein Rittergut tätig und danach ein Stiftsgut, das 1880 aufgelöst worden ist.
Schelchwitz gehörte zum wettinischen Amt Altenburg, welches ab dem 16. Jahrhundert aufgrund mehrerer Teilungen im Lauf seines Bestehens unter der Hoheit folgender Ernestinischer Herzogtümer stand: Herzogtum Sachsen (1554 bis 1572), Herzogtum Sachsen-Weimar (1572 bis 1603), Herzogtum Sachsen-Altenburg (1603 bis 1672), Herzogtum Sachsen-Gotha-Altenburg (1672 bis 1826). Bei der Neuordnung der Ernestinischen Herzogtümer im Jahr 1826 kam der Ort wiederum zum Herzogtum Sachsen-Altenburg. Nach der Verwaltungsreform im Herzogtum gehörte er bezüglich der Verwaltung zum Ostkreis (bis 1900) bzw. zum Landratsamt Altenburg (ab 1900). Schelchwitz gehörte ab 1918 zum Freistaat Sachsen-Altenburg, der 1920 im Land Thüringen aufging. 1922 kam das Dorf zum Landkreis Altenburg.
Am 1. Juli 1950 erfolgte die Eingemeindung nach Windischleuba, mit dem der Ort 1952 zum Kreis Altenburg im Bezirk Leipzig, 1990 zum thüringischen Landkreis Altenburg und 1994 zum Landkreis Altenburger Land kam.